# Oragua variolosa
Oragua variolosa är en insektsart som beskrevs av Victor Antoine Signoret 1854. Oragua variolosa ingår i släktet Oragua och familjen dvärgstritar. Inga underarter finns listade i Catalogue of Life.